# Ключ от хижины дяди Тома
«Ключ от хижины дяди Тома» (англ. A Key to Uncle Tom's Cabin) — книга американской писательницы Гарриет Бичер-Стоу. Была опубликована с целью задокументировать правдивость изображения американского рабства в антирабовладельческом романе Стоу «Хижина дяди Тома» (1852). Книга, впервые опубликованная в 1853 году издательством «Jewett, Proctor & Worthington», также дает представление о собственных взглядах Стоу на рабство.

## Создание
После публикации «Хижины дяди Тома» ряд южан (жителей южных рабовладельческих штатов) обвинил Стоу в искажении фактов о рабстве. Чтобы показать, что она не преувеличивала бедственное положение порабощенных людей, она составила «Ключ от хижины дяди Тома». Книга имела подзаголовок «Представление исходных фактов и документов, на которых основана история, вместе с заявлениями, подтверждающими истинность этой работы».

## Восприятие
Реакция современников Стоу на эту книгу была очень похожа на реакцию на «Хижину дяди Тома», были как очень положительные, так и очень отрицательные отзывы. Ответы аболиционистов и северян в целом были положительными, они хвалили документирование пороков рабства и подтверждение правдивости «Хижины дяди Тома».
Большой интерес к «Хижине дяди Тома» в Англии способствовал интересу к «Ключу». В английском обзоре публикации 1853 года последняя работа была названа "чудесной книгой, даже лучше, чем сама «Хижина дяди Тома». В этом же обзоре также отмечаются самообладание и характер Стоу.
Реакция сторонников рабства на «Ключ» была аналогична реакции на «Хижину дяди Тома». Несмотря на то, что Стоу использовала задокументированные примеры, в большинстве южных обзоров по-прежнему утверждалось, что Стоу искажает рабство и преувеличивает жестокость этого социального института. Обзор в «Южном литературном вестнике» назвал работу «искажением фактов и деформацией данных ради того, чтобы наполнить содержанием скандальную фантазию и повторить ложные представления». Хотя в этих обзорах утверждалось, что Стоу искажает картину рабства, они не обвиняли Стоу в использовании ложных документов. Скорее они утверждали, что примеры, которые привела Стоу, являются крайними случаями, которые она собрала, чтобы создать наихудшее возможное впечатление об институте рабства и о Юге США. Критик Уильям Симмс обвинил Стоу в использовании ошибочной аргументации путём отбора только подтверждающих её взгляды фактов, вместо того, чтобы основываться на фактах.
Ещё одним ответом сторонников рабства как на «Хижину дяди Тома», так и на «Ключ от хижины дяди Тома» были выпады против личности Стоу. Во многих рецензиях содержались намеки на то, какого рода женщиной должна быть Стоу, чтобы писать о таких событиях. В обзоре Джорджа Холмса ставится под сомнение, «должны ли сцены распущенности и нечистоты, а также идеи отвратительной порочности и повседневной проституции быть заветными темами женского пера». Он призвал женщин, особенно южанок, не читать произведения Стоу.
Несмотря на нападки обозревателей, выступающих за рабство, «Ключ от хижины дяди Тома» имел большой успех, став бестселлером. За первый месяц было продано 90 000 экземпляров.